# جیم دیسبرو
جیم دیسبرو (انگلیسی: James Disbrow; ۹ ژوئیهٔ ۱۹۴۸ – ۱۶ اکتبر ۲۰۰۲) رستوران‌دار و کارآفرین اهل ایالات متحده آمریکا بود، که در سال ۱۹۸۲ شرکت بوفالو وایلد وینگز را تأسیس کرد.